# Arrokoth (planetka)
(486958) Arrokoth, s předběžným označením 2014 MU69, je transneptunické těleso Kuiperova pásu. Jedná se o dvojité těleso dlouhé 36 kilometrů, složené ze dvou planetesimál o průměru 21 a 15 kilometrů, které jsou spojeny podél jejich hlavních os. Větší lalok, který je plošší než menší lalok, se jeví jako slepenec přibližně osmi dílů velkých asi pět kilometrů, které se sdružily ještě před spojením obou planetesimál. Vzhledem k tomu, že od vzniku Arrokothu nedošlo na jeho povrchu k téměř žádným rušivým dopadům, zůstaly zachovány podrobnosti vzniku planetky. Díky průletu vesmírné sondy New Horizons 1. ledna 2019 v 5:33 (UTC) se Arrokoth stal nejvzdálenějším a nejprimitivnějším objektem Sluneční soustavy, který navštívila kosmická sonda. V době průletu sondy měl objekt přezdívku Ultima Thule.
Arrokoth objevil 26. června 2014 astronom Marc Buie a skupina New Horizons Search Team pomocí Hubbleova vesmírného dalekohledu jako součást hledání objektu Kuiperova pásu pro cíl mise New Horizons pro jeho první rozšířenou misi. Byl vybrán ze tří kandidátů a stal se hlavním cílem rozšířené mise. S dobou oběhu asi 298 let, nízkým sklonem oběžné dráhy a malou výstředností je Arrokoth klasifikován jako klasický studený objekt Kuiperova pásu.

## Názvosloví

### Jméno

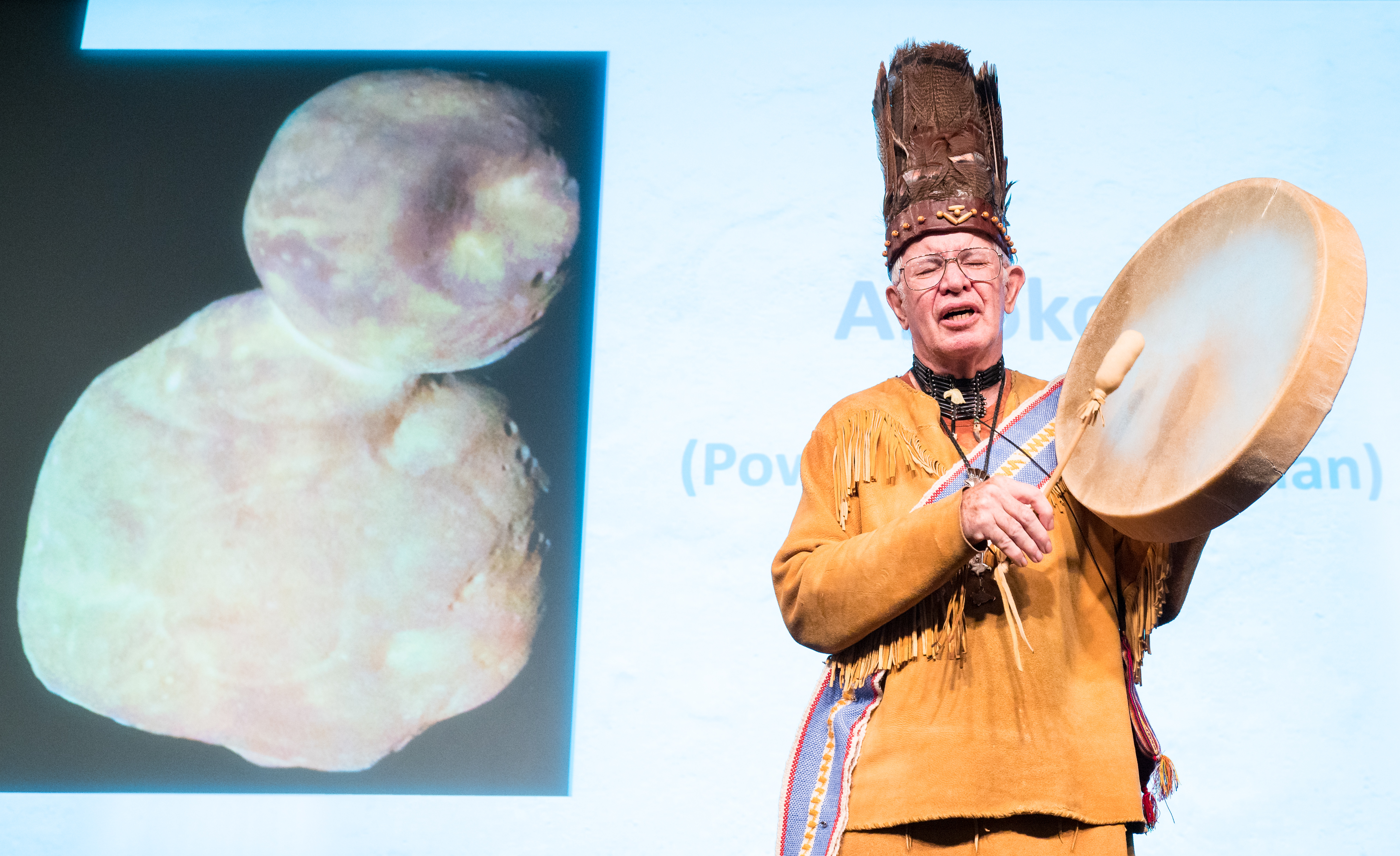
Reverend Nick Miles, staršina kmene Pamunkey, zahajující ceremonii pojmenování Arrokothu

Arrokoth je pojmenován slovem z jazyka Powhatanů, kteří žili v oblasti Tidewater v amerických státech Virginie a Maryland. Jazyk Powhatanů vyhynul na konci 18. století a je o něm známo jen málo. Ve starém seznamu slov je arrokoth slovo pro „nebe“, ale je pravděpodobnější, že to znamenalo „mrak“. Tým řídící sondu New Horizons vybral jméno Arrokoth na připomínku Powhatanů proto, že Hubbleův vesmírný dalekohled a Laboratoř aplikované fyziky Johna Hopkinse, které byly zapojeny do objevu Arrokothu, jsou provozovány v Marylandu, kde Powhatané žili. Se souhlasem starších příslušníků domorodých Američanů v Marylandské rezervaci Pamunkey bylo jméno Arrokoth navrženo Mezinárodní astronomické unii (IAU) a bylo oznámeno týmem New Horizons při ceremoniálu, který se konal v ústředí NASA v District of Columbia dne 12. listopadu 2019. Během ceremoniálu vysvětlil vedoucí projektu New Horizons Alan Stern volbu jména a uvedl:
Název „Arrokoth“ odráží inspiraci pohledu na oblohu a přemýšlení o hvězdách a světech mimo náš vlastní. Tato touha učit se je jádrem mise New Horizons a je nám ctí spojit se s komunitou Powhatanů a lidmi z Marylandu v této oslavě objevu.
Jako potvrzení významu Powhatanů pro oblast Tidewater ve Virginii a Marylandu prohlásila Lori Glaze, ředitelka divize Planetary Science NASA, že Arrokothovo jméno „znamená sílu a vytrvalost domorodých Algonquianů“ a že jejich dědictví „nadále zůstává“ vodítkem pro všechny, kteří hledají smysl a porozumění počátkům vesmíru a spojení lidstva s nebem. Ještě před slavnostním ceremoniálem bylo toto jméno 8. listopadu 2019 přijato IAU Minor Planet Center a týmem New Horizons a dne 12. listopadu 2019 bylo zveřejněno v oběžníku Minor Planet.
Do roku 2020 žádné povrchové útvary na Arrokothu neobdržely oficiální názvy schválené Working Group for Planetary System Nomenclature (WGPSN). V květnu 2020 WGPSN formálně zavedlo téma pojmenování všech povrchových útvarů Arrokothu, které mají být pojmenovány po slovech pro „nebe“ ve všech jazycích světa, minulých i současných.

### Přezdívka a pojmenování
Když byl poprvé Arrokoth pozorován, dostal označení 1110113Y v souvislosti s hledáním objektů Kuiperova pásu Hubbleovým vesmírným dalekohledem a byl zkráceně přezdíván „11“. Jeho existenci jako potenciálního cíle sondy New Horizons oznámila NASA v říjnu 2014 a byl neoficiálně označen jako „Potential Target 1“ neboli PT1. Po shromáždění potřebných orbitálních informací bylo v březnu 2015 přiděleno Centrem Minor Planet jeho prozatímní oficiální označení 2014 MU69. Prozatímní označení naznačuje, že Arrokoth byla 1745. planetka objevená během druhé poloviny června 2014. Po dalších pozorováních upřesňujících její oběžnou dráhu dostala 12. března 2017 označení 486958.
Před průletem 1. ledna 2019 vyzvala NASA veřejnost, aby navrhla přezdívku, která měla být pro planetku použita. Kampaně se zúčastnilo 115 tisíc účastníků z celého světa, kteří navrhli přibližně 34 tisíc jmen. Z nich 37 postoupilo do dalšího kola hlasování a bylo hodnoceno podle popularity – to zahrnovalo osm jmen navržených týmem New Horizons a 29 jmen navržených veřejností. Ultima Thule, která byla vybrána dne 13. března 2018, navrhlo asi čtyřicet hlasujících z veřejnosti a získala sedmý nejvyšší počet hlasů mezi nominovanými. Θούλη Thoúlē (latinsky: Thūlē) je nejvzdálenějším severním místem zmíněným ve starověké řecké a římské literatuře a kartografii, zatímco v klasické a středověké literatuře získala Ultima Thule (latinsky „nejvzdálenější Thule“) metaforický význam jakéhokoli vzdáleného místa nacházejícího se za „hranicemi známého světa“. Jakmile bylo zjištěno, že planetka je dvojlalokovým kontaktním dvojitým objektem, začal tým New Horizons přezdívat většímu laloku „Ultima“ a menšímu „Thule“.
Přezdívka byla kritizována kvůli tomu, že ji rasisté z 19. století používali jako označení mytické vlasti árijské rasy, což byla víra, kterou si později osvojili nacističtí okultisté včetně společnosti Thule. Fráze je používána některými současnými neonacisty a členy alternativní pravice. Na začátku 21. století byl název používán pro historickou kulturu lidí Thule, kteří byli předky Inuitů.
Několik členů týmu New Horizons o této asociaci při vybírání přezdívky vědělo a svou volbu obhajovali. Alan Stern na otázku na tiskové konferenci odpověděl: „Nenecháme si ten název vzít jen proto, že se kdysi líbil nějakým padouchům.“

## Tvar

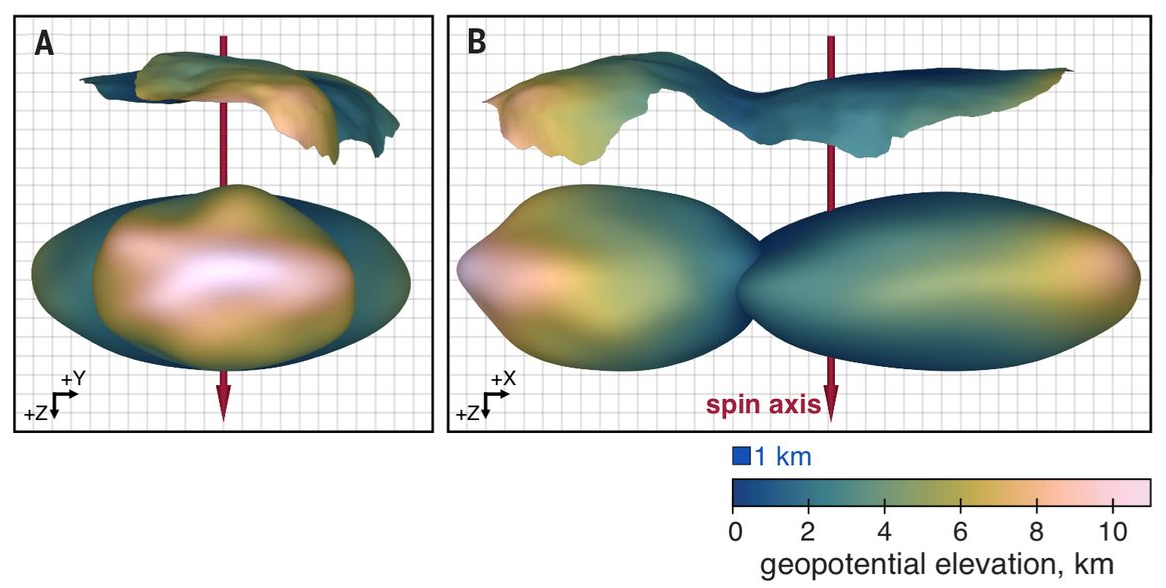
Model tvaru Arrokothu, barvy ukazuji geopotenciální výšku jeho povrchu

Arrokoth je dvojplanetka, která se skládá ze dvou laloků, mezi nimiž je jasný úzký krk. Tyto dva laloky tvořily původně pravděpodobně dva oddělené objekty, které se spojily při pomalé srážce. Nejdelší osa většího laloku měří přibližně 21,6 kilometrů, nejdelší osa menšího laloku měří 15,4 kilometrů. Větší lalok má čočkovitý tvar, je vysoce zploštělý a mírně protáhlý. Na základě tvarových modelů Arrokothu vytvořených ze snímků pořízených vesmírnou sondou New Horizons jsou rozměry většího laloku přibližně 21 km×20 km×9 km. Naproti tomu menší lalok je méně zploštělý, má rozměry 15 km×14 km×10 km. Nejdelší osa Arrokothu jako celku měří přibližně 36 kilometrů, přičemž středy laloků jsou od sebe odděleny 17,2 kilometrů.
 Vzhledem k ekvivalentním průměrům laloků 15,9 a 12,9 kilometrů je poměr objemu většího laloku k menšímu přibližně 1,9:1,0; objem většího laloku je tedy téměř dvakrát větší než objem menšího. Celkový objem Arrokothu je 3 210 km3, ačkoli tento odhad je do značné míry nejistý, není známa přesná tloušťka laloků.
Důkazy o jeho dvojlalokovém tvaru poskytly již zákryty hvězd Arrokothem ještě před průletem sondy New Horizons. První detailní obraz Arrokotha potvrdil tento tvar a Alan Stern jej popsal jako „sněhuláka“, protože oba laloky vypadaly výrazně sféricky. Dne 8. února 2019, měsíc po průletu New Horizons, bylo na základě dalších snímků pořízených po jeho nejbližším přiblížení zjištěno, že Arrokoth je více zploštělý, než se původně myslelo. Zploštělý větší lalok Arrokothu byl popsán jako „palačinka“, menší lalok jako „ořech“, protože ve srovnání s větším lalokem vypadá méně zploštělý. Podle toho, jak neviditelné části Arrokothu zakryly na snímcích hvězdy v pozadí, dokázali vědci načrtnout tvary obou laloků. Příčina neočekávaně zploštělého tvaru Arrokotha je nejistá, existují různá vysvětlení od vlivu sublimace nebo působení odstředivé síly.
Nejdelší osy laloků jsou téměř vyrovnány směrem k jejich společné rotační ose. Téměř rovnoběžné vyrovnání os jednotlivých laloků naznačuje, že byly zarovnány, pravděpodobně důsledkem slapových sil, již před sloučením. Zarovnání obou laloků podporuje myšlenku, že se oba laloky vytvořily jednotlivě srůstáním z oblaku ledových částic.

## Geologie

### Spektrum a povrch
Měření Arrokothova absorpčního spektra pomocí spektrometru LEISA na sondě New Horizons ukázalo, že Arrothovo spektrum vykazuje silný červený spektrální posun sahající od červené k infračervené vlnové délce 1,2–2,5 μm. Spektrální měření spektrometrem LEISA odhalily přítomnost methanolu, kyanovodíku, vodního ledu a organických sloučenin na povrchu Arrokothu. Kromě těchto sloučenin bylo zaznamenáno ještě absorpční pásmo 1,8 μm, které zatím nebylo ztotožněno s konkrétní sloučeninou. Vzhledem k hojnosti methanolu na Arrokothově povrchu se předpokládá, že by zde měly být přítomny sloučeniny na bázi formaldehydu (které vznikají z methanolu působením záření), ale ve formě komplexních makromolekul. Spektrum Arrokothu je podobné spektru planetek 2002 VE95 a kentaura 5145 Pholus, které oba také vykazují silné červené spektrální posuny odpovídající přítomnosti methanolu na jejich povrchu.
Předběžná pozorování pomocí Hubbleova vesmírného dalekohledu v roce 2016 odhalila, že Arrokoth má červené zbarvení, podobné ostatním objektům Kuiperova pásu a kentaurům, jako je Pholus. Arrokoth má červenější barvu než Pluto, takže patří do „ultra červené“ populace chladných klasických objektů Kuiperova pásu. Červené zbarvení Arrokothu je způsobeno přítomností směsi složitých organických sloučenin zvaných tholiny na povrchu Arrokothu. Tholiny se považují za produkty fotolýzy jednoduchých organických sloučenin a těkavých látek ozářených kosmickými paprsky a ultrafialovým slunečním zářením. Přítomnost tholinů na Arrokothově povrchu naznačuje, že těkavé látky, jako je methan a amoniak, byly přítomny kdysi na Arrokothu, ale díky Arrokothově malé hmotnosti se rychle ztratily. Méně těkavé materiály, jako je methanol, acetylen, ethan a kyanovodík, byly pravděpodobně zadržovány po delší dobu a pravděpodobně by mohly způsobit zarudnutí a produkci tholinů na Arrokothu. Také se předpokládalo, že fotoionizace organických sloučenin a těkavých látek na Arrokothu produkuje plynný vodík, který by interagoval se slunečním větrem, ačkoli nástroje SWAP a PEPSSI společnosti New Horizons nezjistily žádnou interakci slunečního větru u Arrokothu.
Z barevné a spektrální měření Arrokothova povrchu zobrazuje jemné barevné variace mezi jeho povrchovými prvky. Spektrální obrazy Arrokoth ukazují, že oblasti krku a lineační rysy vypadají méně červené ve srovnání s centrální oblastí menšího laloku. Větší lalok také zobrazuje červenější oblasti, které tým New Horizons neformálně označuje jako „otisky prstů“. Funkce otisku palce jsou umístěny poblíž končetiny většího laloku. Povrchové albedo nebo odrazivost Arrokoth se mění od 5 procent do 12 procent kvůli různým jasným rysům na jeho povrchu. Jeho celkové geometrické albedo, množství odraženého světla ve viditelném spektru, se měří na 21 procentech, což je typické pro většinu objektů Kuiperova pásu. Celkové Bondovo albedo (množství odraženého světla jakékoli vlnové délky) Arrokothu je 6,3 procenta.

### Krátery
Povrch Arrokothu je mírně kráterovaný a převážně hladký. Na povrchu chybí malé impaktní krátery menší než 1 kilometr, což naznačuje, že během jeho historie došlo jen k minimálnímu množství dopadů. Kolize objektů v Kuiperově pásu jsou velmi vzácné a četnost impaktů za miliardu let je extrémně nízká. Vzhledem k nižším oběžným rychlostem objektů v Kuiperově pásu lze očekávat, že rychlost nárazu objektů dopadajících na Arrokoth je relativně nízká, obvykle kolem 300 m/s. Tyto nízké nárazové rychlosti pravděpodobně vedou k tomu, že velké krátery na povrchu Arrokothu jsou velmi vzácné.  Kombinace nízké frekvence kolizí a nízkých rychlostí nárazů způsobila, že povrch Arrokothu zůstal prakticky nezměněn od svého vzniku, čímž uchovává stopy a charakteristiky z období jeho formování, včetně nahromaděného materiálu. .
Snímky s vysokým rozlišením z kosmické sondy New Horizons odhalily četné malé jámy na povrchu Arrokothu, přičemž průměr těchto jam se pohybuje okolo 700 metrů. Přesný mechanismus jejich vzniku není dosud zcela objasněn. Mezi možná vysvětlení patří nárazové události, zhroucení povrchového materiálu, sublimace těkavých složek, nebo odvětrávání a únik plynů z vnitřních vrstev Arrokothu.

### Povrchové útvary

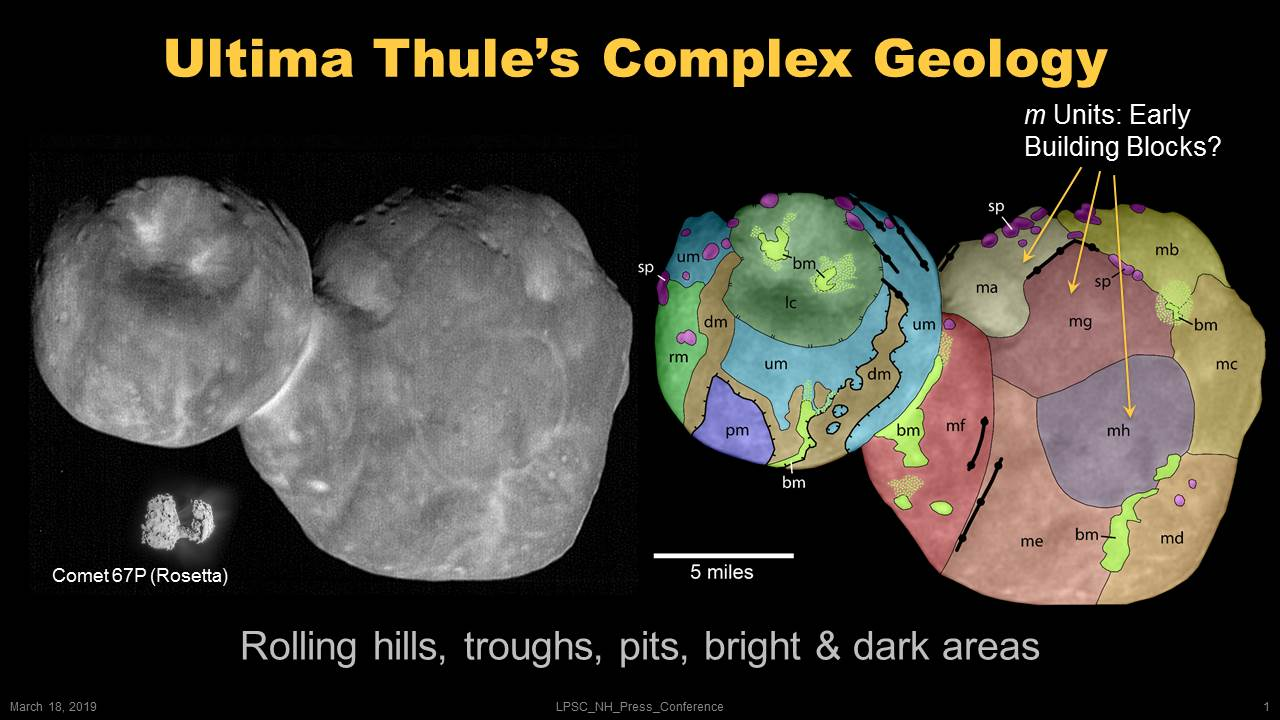
Geologie Arrokothu s kometou 67P v měřítku. Pozoruhodné povrchové prvky jsou zvýrazněny. Osm podjednotek označených ma až mh jsou hlavní topografické jednotky, jsou stavebními kameny většího laloku.

Na povrchu každého laloku Arrokoth se zobrazují oblasti s různým jasem spolu s různými geologickými rysy, jako jsou koryta a kopce. Předpokládá se, že tyto geologické rysy pocházejí ze shluku menších planetesimál, které vytvořily laloky Arrokothu. Jasnější oblasti Arrokothova povrchu, zejména jeho světlé liniové rysy, jsou považovány za důsledek ukládání materiálu, který se sjel z kopců na Arrokothu, protože povrchová gravitace na Arrokothu je dostatečná, aby k tomu mohlo dojít.
Na menším laloku Arrokothu se nachází velká prohlubeň neformálně pojmenovaná „Maryland“ týmem New Horizons, podle stejnojmenného státu, ve kterém se nachází Johns Hopkins University Applied Physics Laboratory. Za předpokladu, že velká prohlubeň má přibližně kruhový tvar, má průměr 6,7 a hloubku 0,51 kilometrů. Prohlubeň je pravděpodobně nárazový kráter, která byl vytvořen objektem o průměru 700 metrů. V prohlubni se nachází dva světlé pruhy přibližně stejné velikosti, které mají být spojeny s lavinami, kdy se jasný materiál valí dolů do prohlubně. Čtyři částečně rovnoběžné žlaby jsou přítomny v blízkosti zakončení malého laloku, spolu se dvěma dalšími velkých nárazových kráterů o průměru dvou kilometrů na okraji velké prohlubně. Na povrch malého laloku se nachází světlé skvrnité oblasti oddělené širokými, tmavými oblastmi (dm), které vznikly při ústupu příkopů, kdy byly erodovány kvůli sublimaci těkavých látek, čímž byly vystaveny starší usazeniny tmavšího materiálu ozáření slunečním světlem. Další jasná oblast (rm), která se nachází na rovníkovém konci malého laloku, vykazuje nerovný terén spolu s několika topografickými rysy, které byly identifikovány jako možné jámy, krátery nebo mohyly. Na rozdíl od většího laloku se zdá, že malý lalok nevykazuje odlišné podjednotky valivé topografie, pravděpodobně v důsledku zabroušení způsobeného stejnou nárazovou událostí, která vytvořila velké prohlubeniny malého laloku.
Stejně jako u menšího laloku jsou podél terminátoru většího laloku Arrokothu přítomny také žlaby a řetězy kráterů. Větší lalok se skládá z osmi menších podjednotek valivé topografie, z nichž každá má podobnou velikost kolem 5 kilometrů. Zdá se, že každá výrazná podjednotka je oddělena relativně jasnými hraničními oblastmi.
Podobné velikosti podjednotek velkého laloku naznačují, že každá podjednotka byla samostatnou malou planetesimiálou, která se nakonec spojila s dalšími malými planetesimálami a vytvořila velký lalok Arrokothu. Očekává se, že tyto jednotky planetesimál se budou hromadit velmi pomalu (rychlostí několika metrů za sekundu), i když musí mít velmi nízkou mechanickou pevnost, aby mohly při těchto rychlostech sloučit a vytvořit kompaktní tělesa. Centrální podjednotka velkého laloku nese jasný prstencovitý útvar neformálně nazývaný „Cesta nikam“. Ze stereografické analýzy se zdá, že centrální rys je ve srovnání s jinými topografickými jednotkami velkého laloku relativně plochý. Stereografická analýza Arrokothu také ukázala, že jedna konkrétní podjednotka umístěná na končetině velkého laloku (md) má ve srovnání s jinými podjednotkami vyšší nadmořskou výšku a sklon.
Oblast krku spojující oba laloky Arrokoth má jasnější a méně červený vzhled ve srovnání s povrchy obou laloků. Světlejší oblast na krku je pravděpodobně složena z více reflexního materiálu odlišného od povrchů laloků Arrokothovu. Jedna hypotéza naznačuje, že jasný materiál v oblasti krku pravděpodobně vznikl usazením malých částic, které v průběhu času spadly z Arrokothových laloků. Vzhledem k tomu, že Arrokothovo barycentrum leží mezi dvěma laloky, je pravděpodobné, že malé částice se budou valit po strmých svazích směrem ke středu mezi každým lalokem. Další návrh naznačuje, že jasný materiál je produkován depozicí čpavkového ledu. Čpavek přítomný na povrchu Arrokoth by tuhnul kolem oblasti krku, kde plyny nemohou unikat kvůli konkávnímu tvaru krku. Arrokothova oblast krku je také považována za udržovanou sezónními změnami, když obíhá kolem Slunce, kvůli vysokému sklonu rotační osy. V průběhu jeho oběžné dráhy je oblast krku Arrokoth zastíněna, když jsou její laloky koplanární se směrem ke Slunci, ve kterém oblast krku již nepřijímá sluneční světlo, ochlazuje se a zachycuje těkavé látky v této oblasti.

### Vnitřní struktura
Topografie Arrokothu naznačuje, že jeho vnitřek je pravděpodobně složen z mechanicky odolného materiálu sestávajícího z převážně amorfního vodního ledu a ze skalnatého materiálu. Stopové množství metanu a jiných těkavých plynů ve formě par může být také přítomno pod povrchem Arrokothu,  je zachyceno ve vodním ledu. Za předpokladu, že Arrokoth má nízkou hustotu podobnou kometě kolem 0,5 g/cm3, se očekává, že jeho vnitřní struktura je porézní, protože se předpokládá, že těkavé plyny zachycené v Arrokothova nitra uniknou z vnitřku na povrch. Za předpokladu, že Arrokoth má vnitřní zdroj tepla způsobený radioaktivním rozpadem radionuklidů,  zachycené těkavé plyny uvnitř Arrokoth migrují na povrch a z něj unikají do kosmického prostoru z povrchu, podobně jako u komet. Unikající plyny mohou následně zmrznout a ukládat se na Arrokothově povrchu a odpovídají za přítomnost ledu a tholinů na jeho povrchu.

## Oběžná doba a klasifikace
Arrokoth obíhá kolem Slunce v průměrné vzdálenosti 44,6 astronomických jednotek (6,67×109 km), přičemž dokončení celé oběžné dráhy kolem Slunce trvá 297,7 let. S nízkou excentricitou oběžné dráhy 0,042 sleduje Arrokoth téměř kruhovou oběžnou dráhu kolem Slunce, jen se mírně liší ve vzdálenosti od 42,7 AU v perihéliu po 46,4 AU v aféliu. Protože Arrokoth má nízkou orbitální výstřednost, nepřibližuje se k Neptunu tak, že by jeho dráha mohla být narušena  jeho gravitačním vlivem. Arrokothova minimální oběžná vzdálenost od Neptunu je 12,75 AU - v průběhu své oběžné dráhy se Arrokoth nepřibližuje k Neptunu v této vzdálenosti, protože není uzamčen v orbitální rezonanci s Neptunem ve středním pohybu. Arrokothova dráha, kterou Neptun nerušil, se zdá být dlouhodobě stabilní; simulace provedené průzkumem Deep Ecliptic Survey ukazují, že oběžná dráha Arrokoth se během příštích 10 milionů let významně nezmění.
V době průletu New Horizons v lednu 2019 byla Arrokothova vzdálenost od Slunce 43,28 AU (6,47×109 km). V této vzdálenosti trvá slunečnímu světlu cesta k Arrokothu více než šest hodin. Arrokoth prošel aféliem naposledy kolem roku 1906 a v současné době se blíží ke Slunci rychlostí přibližně 0,13 AU za rok, neboli přibližně 0,6 km za sekundu (1 300 mph). Arrokoth se přiblíží k přísluní do roku 2055.
Arrokothova oběžná dráha s obloukem pozorování 851 dní je poměrně dobře určena, s parametrem nejistoty 2 podle Minor Planet Center. Pozorování pomocí Hubbleova kosmického dalekohledu v květnu a červenci 2015 a v červenci a říjnu 2016 značně snížili nejistoty na oběžné dráze Arrokothu, což vedlo Středisko planetek k přidělení trvalého čísla pro planetku. Na rozdíl od oběžné dráhy vypočítané Minor Planet Center nezahrnuje Arrokothův pozorovací oblouk v databázi JPL Small-Body tyto další pozorování a předpokládá, že oběžná dráha je vysoce nejistá s parametrem nejistoty 5.
Arrokoth je Centrem Minor Planet obecně klasifikován jako vzdálená malá planetka nebo transneptunovský objekt, protože obíhá ve vnější Sluneční soustavě za Neptunem. Má non-rezonanční oběžnou dráhu v oblasti Kuiperova pásu 39,5–48 AU od Slunce, Arrokoth je formálně klasifikován jako klasický objekt Kuiperova pásu nebo kubewano. Arrokothova dráha je nakloněna k ekliptické rovině o 2,45 stupně, což je ve srovnání s jinými klasickými objekty Kuiperova pásu, jako je Makemake, relativně nízká. Vzhledem k tomu, že Arrokoth má nízký orbitální sklon a výstřednost, je součástí dynamicky chladné populace klasických objektů Kuiperova pásu, u nichž je nepravděpodobné, že by při své vnější migraci v minulosti prošly Neptunem významnými poruchami. Chladná klasická populace objektů Kuiperova pásu je považována za zbytky planetesimálů, které zbyly z narůstání materiálu během formování Sluneční soustavy.

## Rotace a teplota
Výsledky fotometrických pozorování pomocí Hubbleova vesmírného dalekohledu ukazují, že jasnost Arrokothu se při otáčení mění o přibližně 0,3 magnitud. Ačkoliv periodu rotace a amplitudu světelné křivky Arrokotha nebylo možné určit z pozorování pomocí HST, jemné variace jasu naznačují, že Arrokothova rotační osa je buď namířena k Zemi, nebo je pozorována v rovníkové konfiguraci s téměř kulovým tvarem omezený a/b nejvhodnější poměr stran kolem 1,0–1,15.
Po přiblížení kosmické sondy New Horizons k Arrokothovi nebyla přes Arrokothův nepravidelný tvar zjištěna žádná amplituda rotační světelné křivky. Aby vysvětlili nedostatek jeho rotační světelné křivky, vědci předpokládali, že Arrokoth rotuje na své straně, přičemž jeho rotační osa směřuje téměř přímo na blížící se vesmírou sondu New Horizons. Následné snímky Arrokothu z New Horizons při přiblížení potvrdily, že jeho rotace je nakloněna a jeho jižní pól je obrácen ke Slunci. Rotační osa Arrokothu je nakloněna o 99 stupňů vůči své oběžné dráze. Na základě údajů o zákrytu a zobrazovacích datech New Horizons byla doba rotace Arrokothu stanovena na 15 938 hodin.
Vzhledem k vysokému axiálnímu sklonu jeho rotace se sluneční záření severní a jižní hemisféry Arrokoth v průběhu jeho oběžné dráhy kolem Slunce značně liší.Jak obíhá kolem Slunce, jedna polární oblast Arrokothu směřuje ke Slunci nepřetržitě, zatímco ostatní čelí pryč. Sluneční záření na Arrokothu se mění o 17 procent kvůli nízké excentricitě jeho dráhy. Průměrná teplota Arrokothu se odhaduje na přibližně 42 K (-231,2 °C), s maximem přibližně 60 K na osvětleném subsolárním bodě Arrokothu. Radiometrická měření z přístroje New Horizons REX naznačují, že průměrná povrchová teplota  neosvětleného části Arrokothu je asi o 29±5 K, vyšší než naznačovaly modelované rozsah 12–14 K. Vyšší teplota Arrokothova neosvětlené části měřená pomocí REX znamená, že tepelné záření je emitováno z Arrokothova vnitřku, u kterého se předpokládalo, že je teplejší než vnější povrch.

## Hmotnost a hustota
Hmotnost a hustota Arrokothu nejsou dosud známy, což komplikuje přesné odhady těchto parametrů. Důvodem je skutečnost, že oba laloky Arrokothu jsou ve vzájemném kontaktu a neobíhají kolem společného těžiště. Potenciální přirozený satelit obíhající kolem Arrokothu by mohl přispět k určení jeho hmotnosti, avšak žádné takové satelity nebyly při pozorováních detekovány. Za předpokladu, že oba laloky Arrokothu jsou svázány vlastní gravitací, přičemž tato gravitační síla překonává odstředivé síly, které by jinak způsobily jejich oddělení, se odhaduje, že těleso má velmi nízkou hustotu podobnou kometám. Minimální odhadovaná hustota je přibližně 0,29 g/cm³.  Aby si však Arrokoth udržel charakteristický tvar v oblasti "krku" (spojující oba laloky), musí jeho hustota zůstat pod hodnotou 1 g/cm³. Vyšší hustota by způsobila, že by gravitační síla obou laloků překročila únosnost materiálu v oblasti krku, což by vedlo ke kolapsu objektu do tvaru blízkého sféroidu. Tento odhad hustoty tak poskytuje důležitý náhled na vnitřní strukturu a složení Arrokothu.

## Vznik
Předpokládá se, že Arrokoth se vytvořil ze dvou samostatných objektů, které se v průběhu času vytvořily z rotujícího mraku malých, ledových těles od vzniku Sluneční soustavy před 4,6 miliardami let. Arrokoth pravděpodobně vznikl v chladnějším prostředí v husté neprůhledné oblasti raného Kuiperova pásu, kde se Slunce zdálo silně zakryté prachem. Ledové částice v raném Kuiperově pásu pociťovaly nestabilitu streamování, při které se zpomalily kvůli odporu proti okolnímu plynu a prachu a gravitačně se spojily do shluků větších částic.
Na základě rozdílného současného vzhledu obou laloků se každý pravděpodobně vytvořil a narůstal odděleně, zatímco byl na vzájemné oběžné dráze kolem sebe. Předpokládá se, že oba původní objekty vznikly z jediného zdroje materiálu, protože se jeví jako homogenní v albedu, barvě a složení. Přítomnost válcovacích topografických jednotek na větším objektu naznačuje, že se pravděpodobně vytvořil z koalescence menších planetesimálních jednotek před sloučením s menším objektem.

### Zploštění a sloučení
Není jasné, jak Arrokoth dosáhl svého současného zploštělého tvaru, ačkoli byly postulovány dvě hlavní hypotézy vysvětlující mechanismy vedoucí k jeho zploštělému tvaru během formování Sluneční soustavy. Tým New Horizons předpokládá, že se tyto původní dva objekty vytvořily zpočátku rychlými rotacemi, které způsobily zploštění jejich tvarů v důsledku odstředivých sil. Postupem času se rychlost otáčení progenitorových objektů zpomalovala, když zaznamenaly dopady malých objektů, a přenesly svou momentální hybnost na další oběžné úlomky, které zbyly z jejich formování. Nakonec ztráta hybnosti způsobená nárazy a přesunem hybnosti k jiným tělesům v oblaku způsobila, že se dvojice pomalu spirálovitě blížila, dokud se objekty nedotkly – kde se v průběhu času klouby spojily dohromady a vytvořily současný dvojlalokový tvar.
V alternativní hypotéze, kterou formulovali vědci z Čínské akademie věd a z Institutu Maxe Plancka v roce 2020, mohlo zploštění Arrokothu vyplynout z procesu hromadné ztráty způsobené sublimací v časovém měřítku několika milionů let po sloučení jejích laloků. V době vzniku měla Arrokothova kompozice vyšší koncentraci těkavých látek z narůstání kondenzovaných těkavých látek v hustém a neprůhledném Kuiperově pásu. Poté, co okolní prach a mlhovina ustoupily, sluneční záření již nebylo blokováno, což umožnilo fotonem indukovanou sublimaci v Kuiperově pásu. Kvůli Arrokothově vysoké rotační šikmosti je jedna polární oblast obrácena ke Slunci nepřetržitě po polovinu své oběžné doby, což má za následek rozsáhlé zahřívání a následnou sublimaci a ztrátu zmrzlých těkavých látek na Arrokothových pólech.
Bez ohledu na nejistotu ohledně mechanismů zploštění Arrokothu se následné sloučení dvou laloků Arrokothu zdálo být jemné. Současný vzhled Arrokotha nenaznačuje zlomeniny, deformace ani komprese, což naznačuje, že dva původní objekty se spojily velmi pomalu rychlostí 2 m/s, což je srovnatelné s průměrnou rychlostí chůze člověka. Původní objekty musely také šikmo splývat pod úhly většími než 75 stupňů, aby zohlednily současný tvar Arrokothova tenkého krku, přičemž laloky zůstaly nedotčené. V době, kdy se dva progenitorové objekty spojily, oba již byly přílivově uzamčeny v synchronní rotaci.
Dlouhodobá četnost nárazových událostí vyskytujících se na Arrokothu byla nízká kvůli pomalejší rychlosti objektů v Kuiperově pásu. V průběhu 4,5 miliardy let by fotonem indukované rozprašování vodního ledu na Arrokothův povrch minimálně zmenšilo jeho velikost o 1 cm. S nedostatkem častých kráterových událostí a poruch na jeho oběžné dráze by tvar a vzhled Arrokoth zůstal prakticky nedotčený, protože spojení dvou samostatných objektů, které formovaly jeho dvojlalokový tvar.

## Pozorování

### Objev

Objevové snímky Arrokothu, pořízené pěti širokoúhlými kamerami ze tří snímků pořízených 26. června 2014.

Arrokoth byl objeven 26. června 2014 pomocí Hubbleova kosmického dalekohledu během hledání vhodného objektu Kuiperova pásu, který by se hodil pro průlet kosmické lodi New Horizons. Po ukončení průzkumu Pluta začali v roce 2011 vědci z NASA s pomocí velkých pozemních dalekohledů hledat další vhodný cíl, který by byl dosažitelný pro kosmickou sondu New Horizons i s jejím zbývajícím palivem pro případnou korekci dráhy. Průzkum pokračoval několik následujících let. Žádný z nalezených objektů však nebyl pro sondu dosažitelný. Většina objektů Kuiperova pásu, které by mohly být vhodné, byla příliš vzdálená a slabá na to, aby je bylo možné spatřit skrz zemskou atmosféru. Proto za účelem nalezení vhodných objektů Kuiperova pásu tým 16. června 2014 zahájil hledání pomocí Hubbleova vesmírného dalekohledu.
Arrokoth byl Hubbleovým dalekohledem poprvé zachycen 26. června 2014, 10 dní poté, co bylo zahájeno hledání potenciálního cíle. Při digitálním zpracování snímků z HST Arrokoth identifikoval astronom Marc Buie, člen týmu New Horizons, který nález předal pro následnou analýzu a potvrzení. Po roce 2014 byl při hledání Arrokoth druhým nalezeným objektem po MU69. Následně byly nalezeny ještě tři další vhodné cíle, ačkoli následná astrometrická pozorování je nakonec vyloučila. Z těchto pěti potenciálních cílů byl pro sondu považován za nejvhodnější cíl Arrokoth, protože trajektorie průletu vyžadovala pro korekci nejmenší množství paliva ve srovnání s druhým nejvhodnějším cílem, kterým byl PN70. Arrokoth byl NASA oficiálně vybrán jako průletový cíl pro sondu New Horizons dne 28. srpna 2015.
Arrokoth je příliš malý a vzdálený, aby jej bylo možné pozorovat přímo ze Země, ale vědci využili hvězdných zákrytů, při kterých objekt z pohledu ze Země prochází před hvězdou. Zákryty jsou viditelné pouze z určitých částí Země, a proto tým New Horizons využil data z Hubblova dalekohledu a vesmírné observatoře Gaia Evropské kosmická agentury, aby přesně zjistil, kdy a kde na zemský povrch bude viditelný zákrat hvězdy Arrokothem. Výpočty zjistily, že k zákrytům dojde 3. června, 10. července a 17. července 2017. Týmy se vydaly na místa po celém světě, kde bylo možné zákryty pozorovat v každém z těchto dat jinou hvězdu. Na základě tohoto řetězce tří zákrytů bylo možno určit tvar objektu.

### Zákryty roku 2017
V červnu a červenci 2017 Arrokoth zakryl tři hvězdy na pozadí. Vědci vytvořili specializovaný tým „KBO Chasers“ vedený Marcem Buiem, který sledoval tyto hvězdné zákryty z Jižní Ameriky, Afriky a Tichého oceánu. Dne 3. června 2017 se dva týmy vědců NASA pokusily zaznamenat stín Arrokothu z Argentiny a Jižní Afriky. Sledování bylo neúspěšné, protože žádný tým nezpozoroval stín objektu. Zpočátku se spekulovalo, že Arrokoth nemusí být ani tak velký, ani temný, jak se dříve očekávalo. Mohl být vysoce reflexní nebo dokonce rojový. Další pozorování Hubbleova vesmírného dalekohledu v červnu a červenci 2017 ukázalo, že výpočty nebyly správné a tudíž bylo sledování ze Země prováděno na nevhodných místech.
 Dne 10. července 2017 byl letecký dalekohled SOFIA úspěšně umístěn blízko předpokládané středové čáry druhého zákrytu při letu z Christchurchu nad Tichý oceán. Hlavním účelem těchto pozorování bylo hledání nebezpečného materiálu v blízkosti Arrokothu, jako jsou prstence nebo prach, který by mohl ohrozit sondu New Horizons během jejího průletu. Sběr dat byl úspěšný, ale jejich analýza naznačila, že centrální stín byl zmeškán. Teprve v lednu 2018 bylo zjištěno, že SOFIA skutečně pozorovala velmi krátký pokles od centrálního stínu. Data shromážděná dalekohledem SOFIA byla důležitá, protože snížila pravděpodobnost poškození sondy při průletu kolem Arrokothu. Podrobné výsledky hledání nebezpečného materiálu byly prezentovány na 49. zasedání divize AAS pro planetární vědy dne 20. října 2017.
Dne 17. července 2017 byl pomocí Hubbleova vesmírného dalekohledu zkontrolován prostor kolem Arrokothu, čímž byla stanovena omezení prstenců a úlomků v Hillově sféře Arrokothu ve vzdálenosti až 75 000 kilometrů od hlavního tělesa. Pro třetí a poslední zákryt vytvořili členové týmu další pozemní „plotovou linii“ 24 mobilních dalekohledů podél předpokládané pozemní dráhy okultního stínu v jižní Argentině (provincie Chubut a Santa Cruz), aby lépe určili velikost Arrokothu. Průměrná vzdálenost mezi těmito dalekohledy byla přibližně 4 kilometry. Pomocí nejnovějších pozorování z HST byla poloha Arrokothu vypočítána s mnohem lepší přesností než u zákrytu 3. června a tentokrát byl stín Arrokothu úspěšně pozorován nejméně pěti mobilními dalekohledy. V kombinaci s pozorováním SOFIA se snížila možnost výskytu drobných těles okolo Arrokothu.
Výsledky zákrytu dne 17. července ukázaly, že Arrokoth je pravděpodobně velmi podlouhlý, nepravidelného tvaru nebo je blízkým či kontaktním objektem dvou těles. Podle doby trvání pozorovaných poklesů jasnosti bylo prokázáno, že Arrokoth má dva „laloky“ o průměru přibližně 20 a 18 kilometrů. Předběžná analýza všech shromážděných údajů naznačovala, že je doprovázen obíhajícím měsíčkem vzdáleným asi 200–300 kilometrů od primárního tělesa. Později se došlo k závěru, že chyba v softwaru pro zpracování dat vyústila v posunutí zjevné polohy cíle. Po započítání chyby byl krátký pokles pozorovaný 10. července považován za detekci primárního tělesa.
Kombinací dat o jeho světelné křivce, spektrech (např. barevných) a hvězdných zákrytových datech se ilustrace mohly spolehnout na známá data a vytvořit koncept toho, jak by to mohlo vypadat před průletem kosmické lodi.

### Zákryty roku 2018

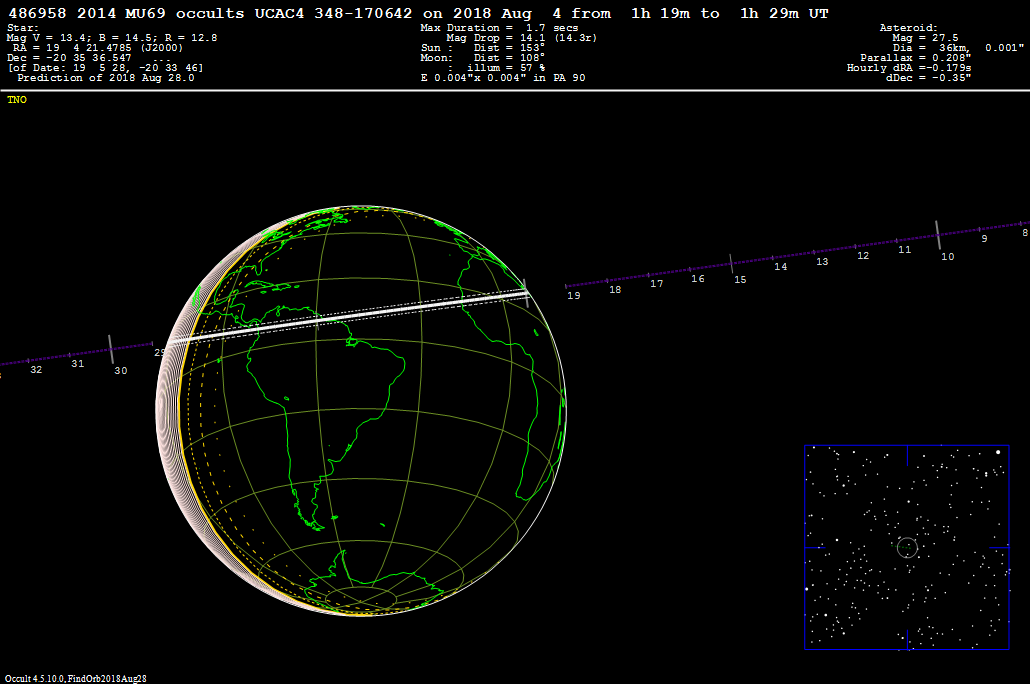
Cesta Arrokothova stínu na Zemi během zákrytu nejmenované hvězdy ve Střelci 4. srpna 2018. Tato událost byla úspěšně pozorována z míst v Senegalu a Kolumbii.

Pro rok 2018 byly předpovězeny dva potenciálně užitečné zákryty. První byl 16. července a druhý 4. srpna. Ani jeden z nich nebyl tak dobrý jako tři zákryty z roku 2017. Zákryt 16. července 2018, který byl viditelný nad jižním Atlantikem a Indickým oceánem, se nesledoval. Na akci 4. srpna 2018 se dva týmy skládající se z přibližně padesáti pracovníků vydaly na místa v Senegalu a Kolumbii. Toto pozorování získalo pozornost médií v Senegalu a bylo využito i jako příležitost k propagaci vědy. Přestože některé stanice byly ovlivněny špatným počasím, zákryt byl úspěšně pozorován. Zpočátku nebylo jasné, zda se podařilo zaznamenat pokles jasu na hvězdě, ale 6. září 2018 NASA potvrdila, že pokles hvězdného jasu byl zaznamenán z jednoho pozorovacího místa, což poskytlo důležité informace o velikosti a tvaru Arrokothu.
Hubbleův dalekohled nebylo možné přesměrovat na úzkou trasu zákrytu, ale byl schopen sondovat oblast až na 1 600 kilometrů od Arrokothu. To bylo mnohem blíže než 20 000 kilometrů oblast, kterou bylo možné pozorovat během zákrytu 17. července 2017. Hubble znovu nezaznamenal žádné změny jasnosti cílové hvězdy, což vyloučilo prstence či úlomky v blízkosti Arrokothu až do vzdálenosti 1 600 kilometrů. Výsledky zákrytových kampaní v letech 2017 a 2018 byly prezentovány na padesátém zasedání divize Americké astronomické společnosti pro planetární vědy 26. října 2018.

### Průzkum
Po dokončení průletu okolo Pluta v červenci 2015 kosmická loď New Horizons v říjnu a listopadu 2015 čtyřikrát upravila kurz, aby byla správně nasměrována na cestu směrem k Arrokothu, který se stal nejvzdálenějším objektem ve Sluneční soustavě, který navštívila kosmická sonda. New Horizons proletěl kolem Arrokothu ve vzdálenosti 3 538 kilometrů, což odpovídalo několika minutám letu sondy a byla jednou třetinou nejbližší vzdálenosti průletu kosmické sondy okolo Pluta. K nejbližšímu přiblížení sondy došlo 1. ledna 2019 v 05:33 UTC (čas události kosmické lodi – SCET), v tom okamžiku byla sonda ve vzdálenosti 43,4 AU od Slunce ve směru souhvězdí Střelce. V této vzdálenosti byl jednosměrný čas přenosu rádiových signálů mezi Zemí a sondou New Horizons 6 hodin.
Vědeckými cíli průletu sondy bylo zkoumat geologii a morfologii Arrokothu, mapování složení povrchu (hledání amoniaku, oxidu uhelnatého, metanu a vodního ledu). Byly provedeny průzkumy okolního prostředí za účelem detekce možných obíhajících objektů, komy nebo prstenců. Očekávaly se snímky s rozlišením zobrazujícím podrobnosti od 30 do 70 metrů. Arrokoth nemá detekovatelnou atmosféru a žádné velké prstence či satelity o průměru větším než 1,6 kilometru. Přesto pokračovalo hledání dalších satelitů, což by mohlo lépe vysvětlit vznik Arrokothu ze dvou jednotlivých obíhajících objektů.
New Horizons poprvé zachytil Arrokoth dne 16. srpna 2018 ze vzdálenosti 172 milionů kilometrů. V té době měl Arrokoth hvězdnou velikost 20 magnitudy ve směru souhvězdí Střelce. Očekávalo se, že Arrokoth bude do poloviny listopadu na viditelnosti 18. magnitudy a do poloviny prosince 15. magnitudy. Viditelný pouhým okem z pohledu kosmické lodi byl pouhé 3 až 4 hodiny před nejbližším přiblížením. Pokud by byly v té chvíli detekovány překážky, měla sonda ještě možnost korekce na vzdálenější trasu průletu, ale nebyly detekovány žádné objekty, prstence či prach. Snímky z New Horizons ve vysokém rozlišení byly pořízeny 1. ledna 2019. První snímky průměrného rozlišení dorazily k Zemi následující den. Stažení dat shromážděných z průletu trvalo 20 měsíců, až do září 2020.

## Galerie

Průlet okolo Arrokothu
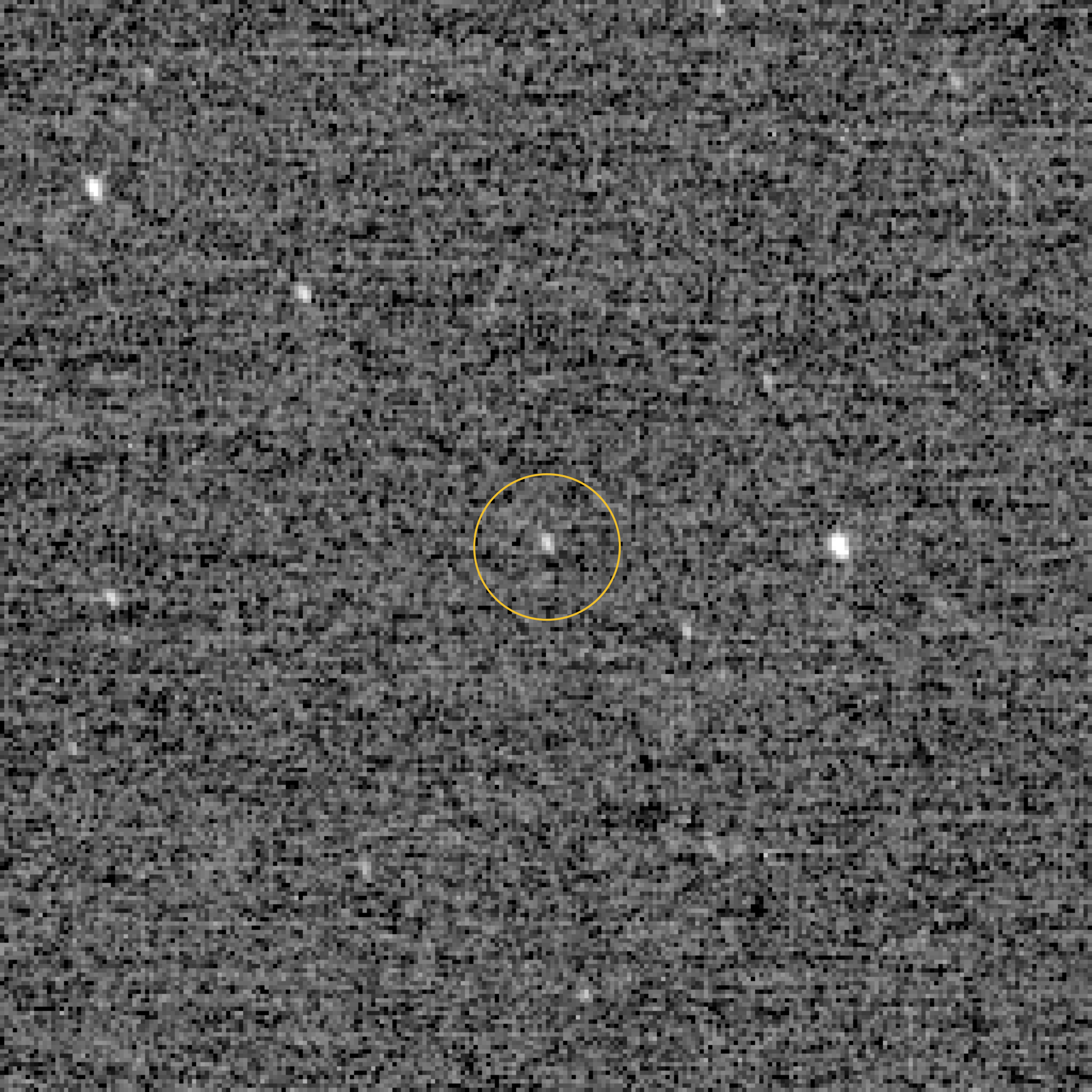
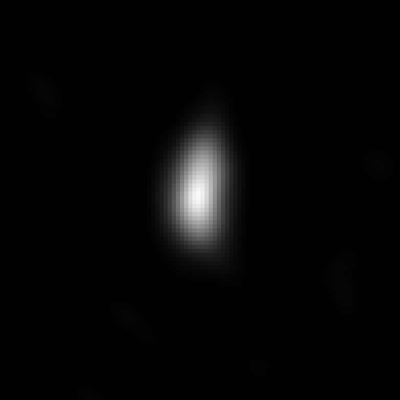
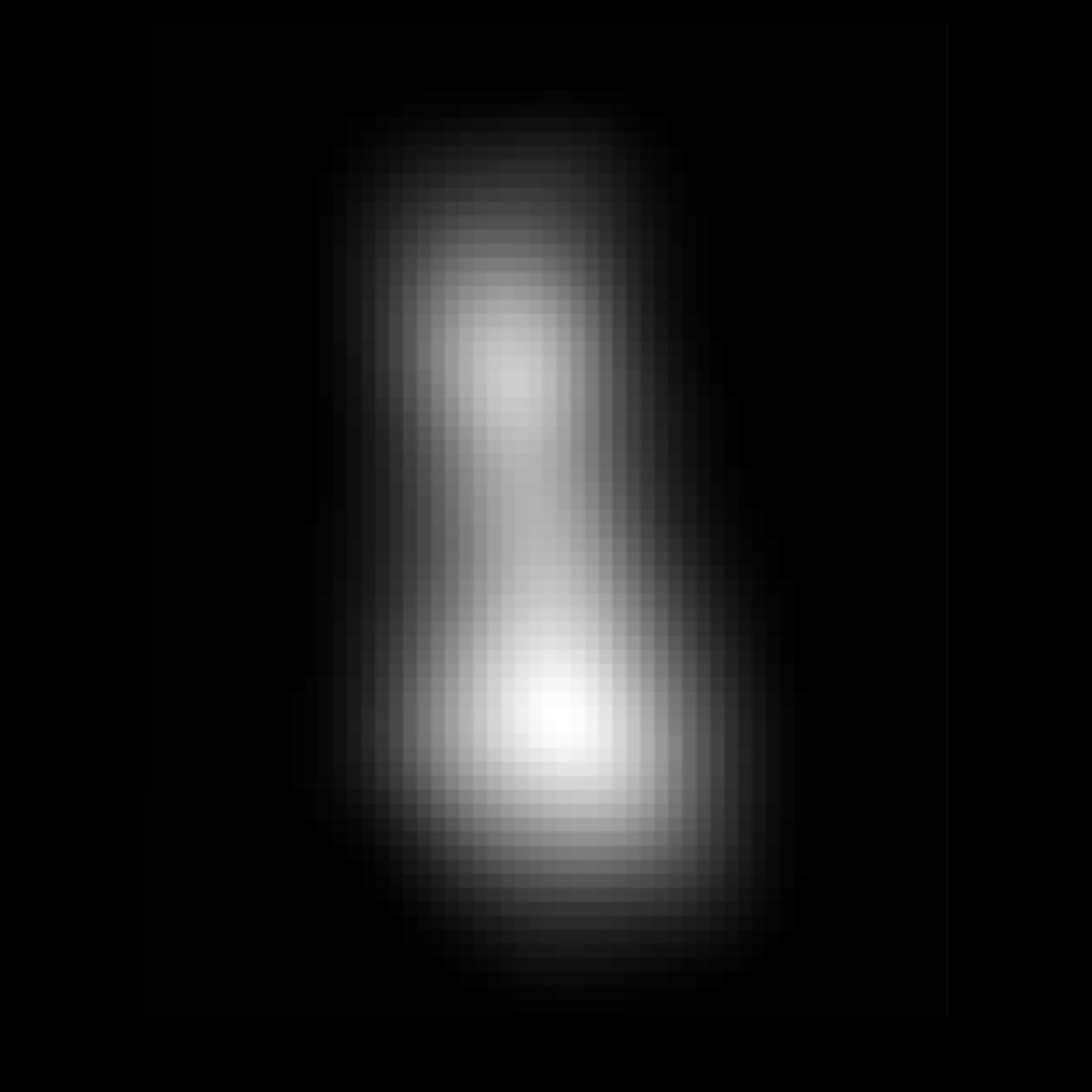
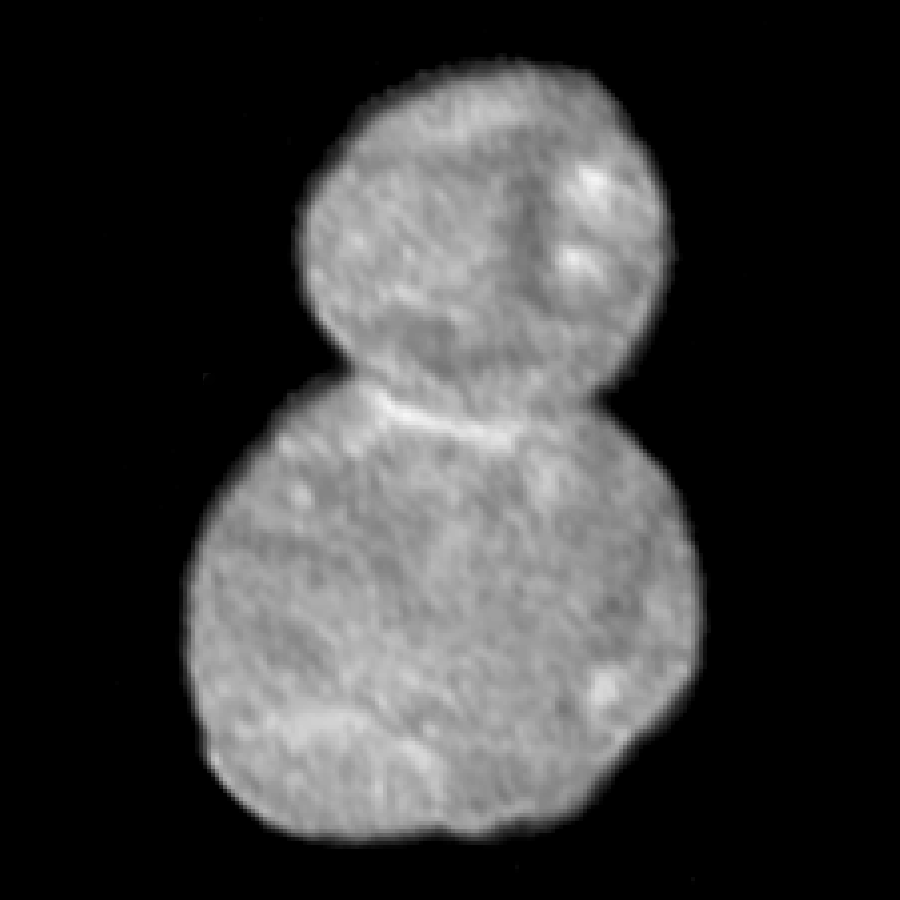
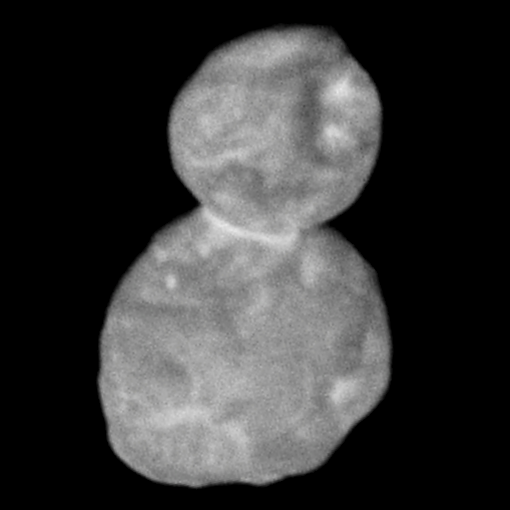
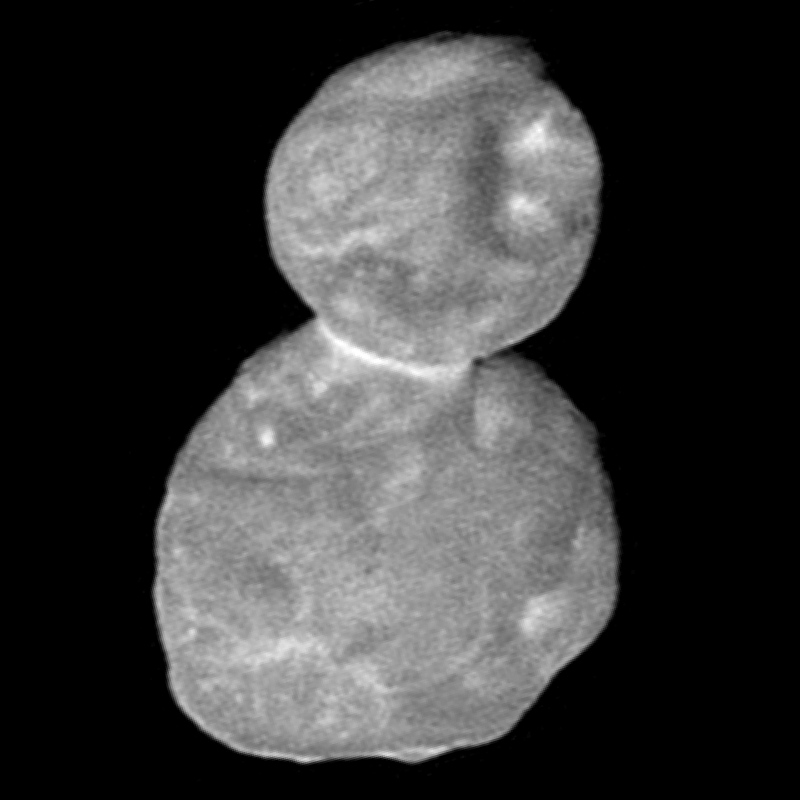
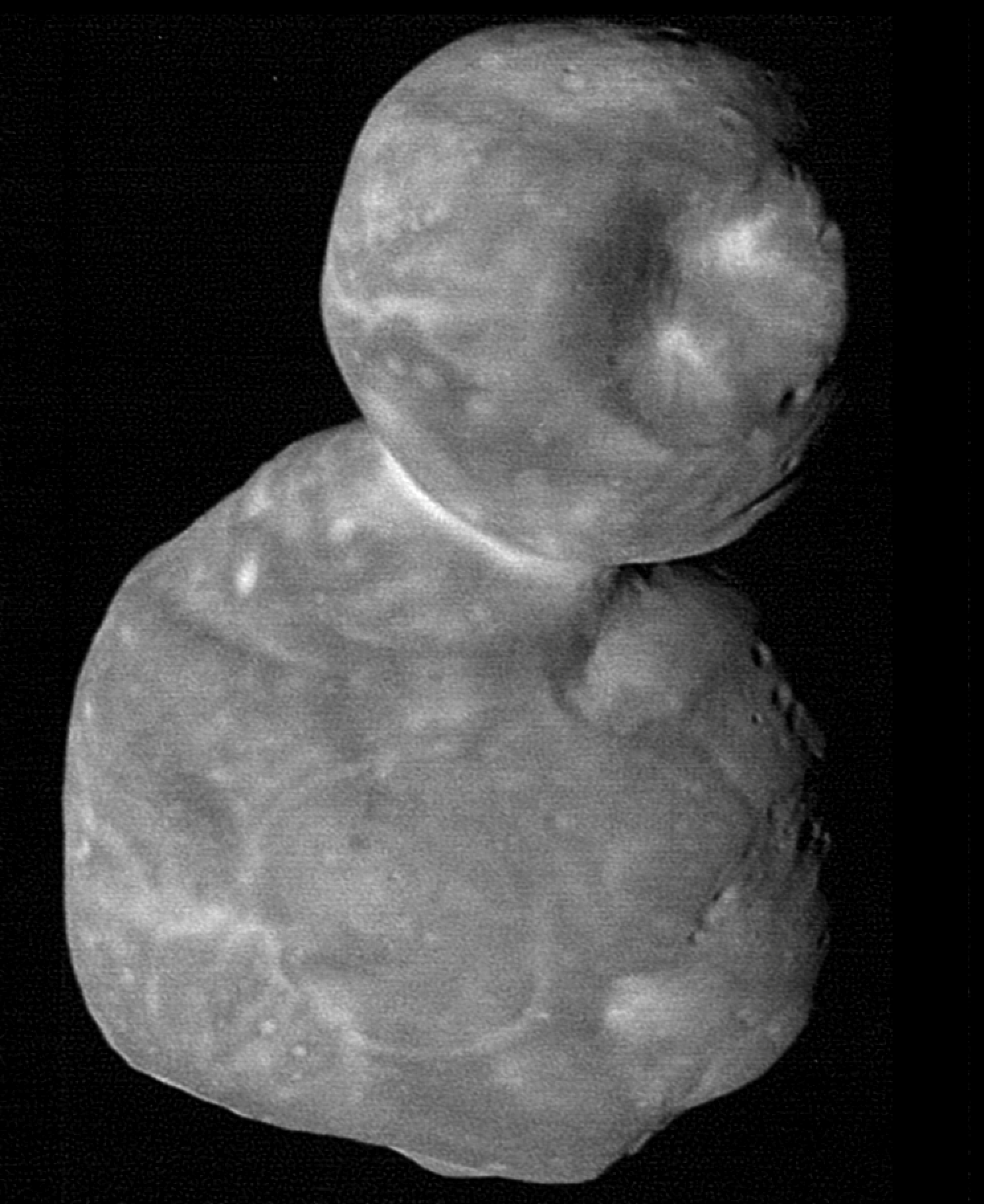
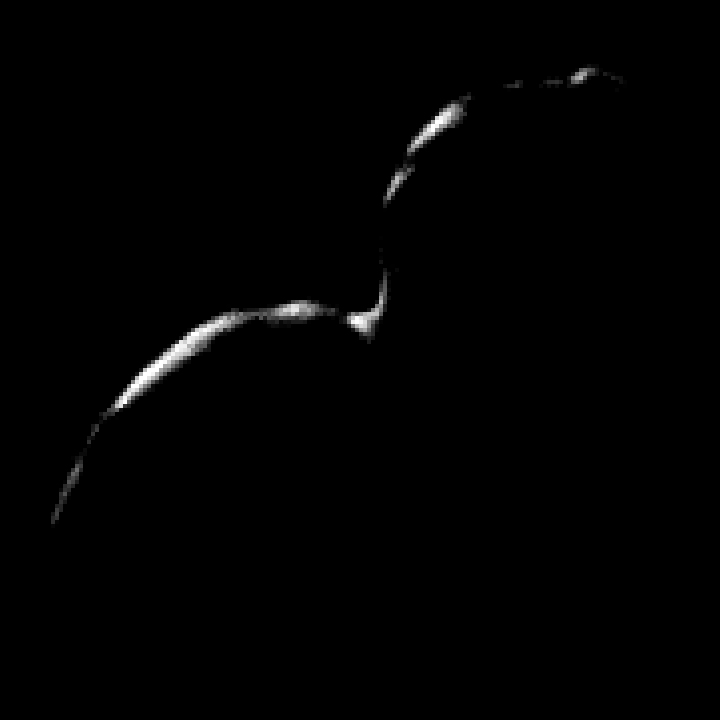